# Peckelachertus anglicus
Peckelachertus anglicus är en stekelart som beskrevs av Graham 1977. Peckelachertus anglicus ingår i släktet Peckelachertus och familjen finglanssteklar. Inga underarter finns listade i Catalogue of Life.